# Schaffrath-Gruppe
Die Schaffrath-Gruppe ist ein inhabergeführtes, hauptsächlich im Rheinland tätiges Einrichtungsunternehmen. Die Unternehmensgruppe besteht aus der in Rheydt gegründeten "Friedhelm Schaffrath GmbH & Co. KG", der ursprünglich in Krefeld beheimateten "Einrichtungshaus Franz Knuffmann GmbH u. Co. KG" und der "Sijben Wooncenter BV" in Roermond.

## Geschichte
Friedhelm Schaffrath, Inhaber des Familienunternehmens, eröffnete 1961 sein erstes „Lampen- und Leuchtengeschäft“ in Rheydt auf der Hauptstraße, in Verbindung mit einer Teppichabteilung und Polstermöbeln. Sechs Jahre später folgte das erste Wohnkaufhaus an der Theodor-Heuss-Straße. Es wurde im Spätsommer 2009 nach einem Totalumbau mit Erweiterungs-Neubau wiedereröffnet und hat eine Verkaufsfläche von über 40.000 Quadratmetern.
Im Laufe der Jahre errichtete Schaffrath weitere Wohnkaufhäuser in Düsseldorf, Krefeld und Heinsberg. In Mönchengladbach-Giesenkirchen entstanden zusätzlich die Hauptverwaltung und ein Hochregallager. Im Jahr 2003 übernahm die Unternehmensgruppe Schaffrath zudem den Krefelder Traditionshersteller Franz Knuffmann, der als eigenständige Marke fortgeführt wird.

## Unternehmensstruktur

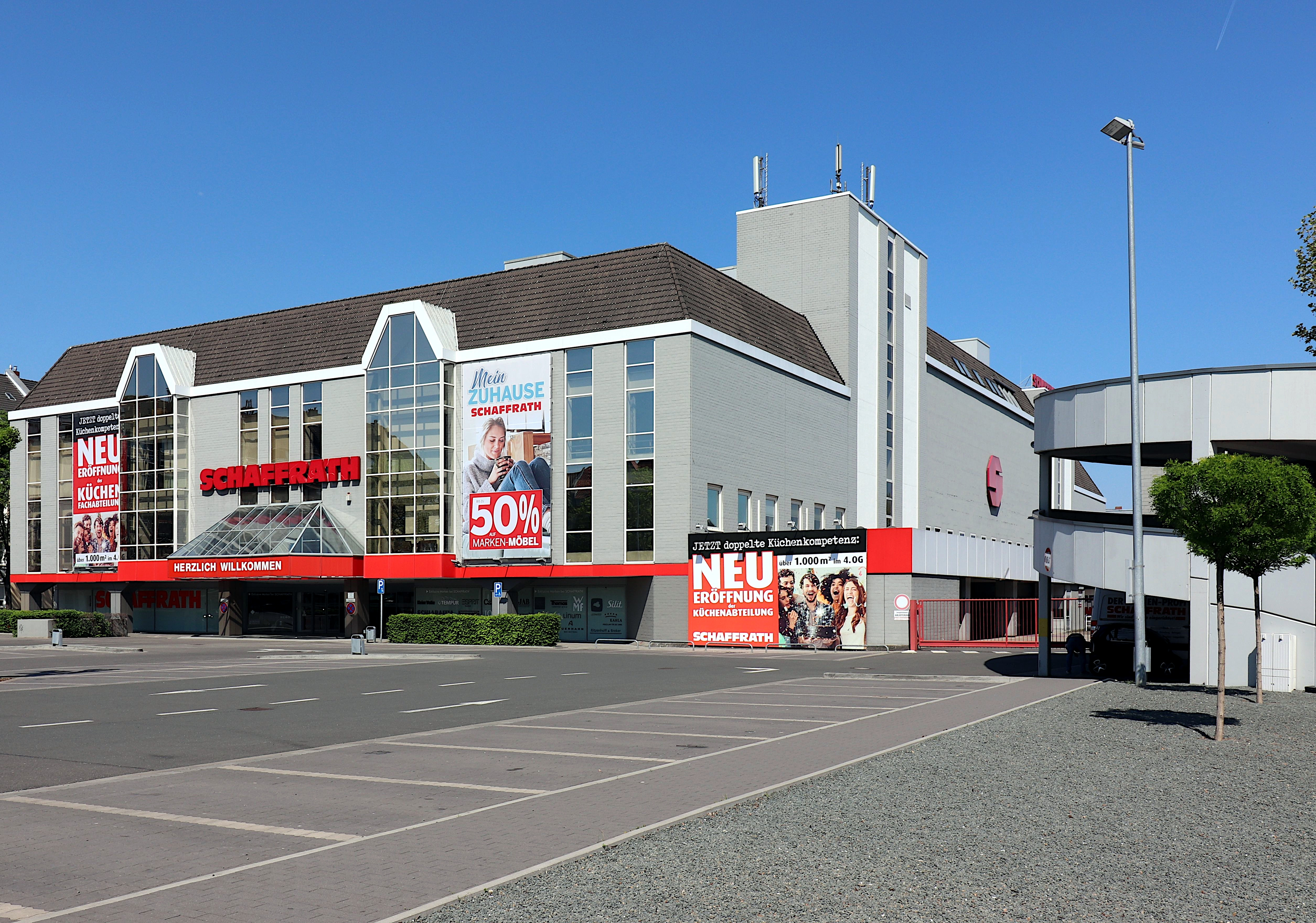
Möbelhaus in Düsseldorf

Im Küchenbereich betreibt Schaffrath zehn Filialen. Hinzu kommen die Vertriebsschienen „Casa Living“ (natürliches Wohnen mit Massivholzmöbeln), „electric Schaffrath“ (Marken-Hausgeräte) und „Young Store“ (junges Wohnen / Mitnahmemöbel). 
Insgesamt steht der Schaffrath-Gruppe eine Gesamt-Verkaufsfläche von über 200.000 Quadratmetern in 25 Filialen, darunter zehn Küchenmärkten, zur Verfügung. Jährlich zählt Schaffrath über 1 Million Kunden und erwirtschaftete im Geschäftsjahr 2012 einen Gesamtumsatz von ca. 332 Millionen Euro. Das Unternehmen beschäftigt rund 1400 Mitarbeiter.
Die Gruppe ist Mitglied von „Begros“, dem größten Möbel-Einkaufsverband der Welt.
Über „Casa Natura“ als Marke vertreibt Schaffrath Landhausmöbel im Stil des „natürlichen Wohnens“ für Innenräume sowie Garten- und Terrassengestaltung. Das Sortiment wird in Filialen direkt neben dem großen Wohnkaufhaus von Mönchengladbach und Krefelder Wohnkaufhaus präsentiert. Den Markenbereich „Junges Wohnen“ mit designorientierten Mitnahmemöbeln zu relativ niedrigen Preisen decken die Filialen „Young Store“ in Mönchengladbach, Düsseldorf und Krefeld ab.

### Stiftungen
Die „Schaffrath Stiftung für Soziales“ mit einem Stiftungsvermögen von anfänglich 500.000 Euro schüttet jährlich bis zu 50.000 Euro an soziale Projekte in Mönchengladbach, Düsseldorf und Krefeld aus. Anfang 2012 stockte Friedhelm Schaffrath das Stiftungskapital der Hilfsorganisation, die er gemeinsam mit seiner Frau Renate ins Leben gerufen hat, auf 1.000.000 Euro auf.
Daneben besteht die "Friedhelm Schaffrath-Stiftung" mit Sitz in Karlsruhe, deren Stiftungszweck ist unter anderem
- die Beteiligung als persönlich haftende Gesellschafterin
- die Gewährung von Leistungen an die leiblichen Kinder des Stifters
- die Vornahme von Geschäften aller Art, die den Interessen der Unternehmensgruppe Schaffrath dienen können

## Standorte
(Quellen: Schaffrath)

### Möbelhäuser mit Küchen-Abteilungen
- Mönchengladbach (inkl. Verkaufsgebäude für Gartenmöbel)
- Düsseldorf
- Krefeld
- Heinsberg (keine Küchen-Abteilung im Möbelhaus)

### Küchenmärkte
- Mönchengladbach
- Düsseldorf
- Heinsberg
- Langenfeld
- Ratingen
- Moers
- Erkelenz
- Kevelaer
- Neuss
- Kerpen

### Möbel Outlets
- Mönchengladbach

## Auszeichnungen
Im Jahr 2009 gab das Unternehmen bekannt, auf dem Gelände des ehemaligen Polizeipräsidiums Mönchengladbach einen Neubau zu errichten und damit seine Verkaufsfläche in der Stadt zu verdoppeln. Das neue Mönchengladbacher Wohnkaufhaus wurde vom Einrichtungsmagazin „Möbelkultur“ als „Deutschlands schönstes Möbelhaus 2010“ ausgezeichnet.